# Les Comédiens (Bardem, 1954)
Pour les articles homonymes, voir Comédien (homonymie).
Pour plus de détails, voir Fiche technique et Distribution.
Les Comédiens (titre original : Cómicos) est un film espagnol réalisé en 1953 par Juan Antonio Bardem et sorti en 1954.

## Synopsis
Ana Ruiz, une jeune comédienne, est vouée aux petits rôles d'ingénue dans une troupe théâtrale de troisième ordre. Malgré des conditions de vie, de transport et de travail exécrables, Ana veut encore croire en son étoile. Miguel, un jeune premier, se joint à la troupe par amour pour Ana. Mais, celle-ci se refuse à l'épouser par crainte de devoir renoncer à son métier. Miguel s'éclipse bientôt inopinément. Ana rencontre enfin un impresario, Marquez. Celui-ci lui promet une réussite assurée, à condition qu'elle devienne sa maîtresse. La jeune femme n'aime guère cette façon de satisfaire ses aspirations. Elle renonce donc à ces propositions et continue d'espérer en des jours meilleurs. Dans la troupe, lors d'un remplacement de la directrice malade, elle obtient un franc succès. Mais, on ne lui confie pas, pour autant, les premiers rôles...

## Fiche technique
- Titre original : Cómicos
- Titre français : Les Comédiens
- Réalisation, sujet et scénario : Juan Antonio Bardem
- Photographie : Ricardo Torres, noir et blanc
- Musique : Isidro B. Maiztegui, Jesus Franco, Manuel Parada
- Montage : Antonio Gimeno
- Assistant réalisateur : Jesus Franco
- Production : Eduardo Manzanos Brochero, Alberto Soifer / Union Film
- Genre : Drame
- Durée : 95 minutes
- Pays de production :  Espagne,  Argentine
- Année de réalisation : 1953
- Date de sortie : 
  - Espagne : 17 mai 1954

## Distribution
- Carlos Casaravilla : Carlos
- Elisa Galvé : Ana Ruiz
- Fernando Rey : Miguel
- Emma Penella : Marga
- Mariano Asquerino : Don Antonio
- Anibal Vela : l'impresario
- Rosario Garcia Ortega :Doña Carmen

## Distinctions
Le film a été présenté en sélection officielle en compétition au Festival de Cannes 1954.